# New Franklin (Misuri)
New Franklin es una ciudad ubicada en el condado de Howard en el estado estadounidense de Misuri. En el Censo de 2010 tenía una población de 1089 habitantes y una densidad poblacional de 314,25 personas por km².

## Geografía
New Franklin se encuentra ubicada en las coordenadas 39°0′54″N 92°44′41″O / 39.01500, -92.74472. Según la Oficina del Censo de los Estados Unidos, New Franklin tiene una superficie total de 3.47 km², de la cual 3.43 km² corresponden a tierra firme y (0.97%) 0.03 km² es agua.

## Demografía
Según el censo de 2010, había 1089 personas residiendo en New Franklin. La densidad de población era de 314,25 hab./km². De los 1089 habitantes, New Franklin estaba compuesto por el 94.31% blancos, el 1.56% eran afroamericanos, el 1.29% eran amerindios, el 0.09% eran asiáticos, el 0.09% eran isleños del Pacífico, el 0.46% eran de otras razas y el 2.2% pertenecían a dos o más razas. Del total de la población el 1.29% eran hispanos o latinos de cualquier raza.